# Fabián Vargas
Fabián Andrés Vargas Rivera (Bogotà, 17 aprile 1980) è un ex calciatore colombiano, di ruolo centrocampista.

## Caratteristiche tecniche
Centrocampista d'interdizione, gioca prevalentemente come volante (davanti alla difesa).

## Carriera

### Club
Inizia nell'America de Cali, per poi passare al Boca nel 2003; qui trova pochissimo spazio e viene mandato in prestito in Brasile, all'Internacional.
Nel 2007 ritorna al Boca Juniors e dopo due anni, esattamente il 18 giugno 2009, firma un contratto triennale con l'Almeria.
Il 28 agosto 2011 viene acquistato dall'AEK Atene a parametro zero.
Si è ritirato nel gennaio del 2019.

### Nazionale
Conta 41 presenze con la Nazionale di calcio colombiana.

## Palmarès

### Club

#### Competizioni nazionali
- Campionato colombiano: 3

América de Cali: 2000, 2001, 2002
- Campionato argentino: 4

Boca Juniors: Apertura 2003, Apertura 2005, Clausura 2006, Apertura 2008

#### Competizioni internazionali
- Coppa Merconorte: 1

América de Cali: 1999
- Coppa Intercontinentale: 1

Boca Juniors: 2003
- Coppa Sudamericana: 2

Boca Juniors: 2004, 2005
- Recopa Sudamericana: 3

Boca Juniors: 2005, 2008
Internacional: 2007
- Coppa del mondo per club: 1

Internacional: 2006

#### Nazionale
- Torneo di Tolone: 1

1999
- Coppa America: 1

2001